# Getto van Vitebsk
Het getto van Vitebsk was een getto opgericht door nazi-Duitsland tijdens de Tweede Wereldoorlog. Het getto, gelegen in Vitebsk (thans Wit-Rusland), werd in eerste instantie opgericht om Joden tijdelijk in te huisvesten en, net als de andere getto's, gebruikt als tussenstation voor een verdere verplaatsing van de Joden.

## Geschiedenis
Na de Duitse inval in de Sovjet-Unie, richtten de Duitsers overal in het veroverde gebied getto's op. Direct na de inname van Vitebesk, op 11 juli 1941, werd het getto opgericht. Er leefden circa 16.000 Joden in het getto. Op 30 september 1941 vond er een gruwelijke daad plaats. Begin oktober maakte de nazi's bekend dat de leefomstandigheden in het getto erbarmelijk waren en er epidemieën waren uitgebroken. Als reactie daarop besloten de nazi's op 8 oktober 1941, nog geen drie maanden na de oprichting van het getto, te starten met het uitroeien van de Joden in het getto. Drie dagen later, op 11 oktober, waren vrijwel alle Joden in het getto vermoord. De meeste lichamen werden in de Vitbarivier gedumpt.